# Кирпичёв, Михаил Львович
Михаи́л Льво́вич Кирпичёв (1847—1875) — русский артиллерист-химик, сподвижник Д. И. Менделеева. Брат Виктора, Константина, Нила и Льва Кирпичёвых.

## Биография
Михаил Львович Кирпичёв родился в 1847 году в многодетной дворянской семье военного инженера-полковника, преподавателя математики в Николаевском инженерном училище Льва Матвеевича Кирпичёва (1808—1862) и его жены Елены Константиновны Кирпичёвой (1818—1877; урожденная Брун). Получил образование в Полоцком кадетском корпусе (1863) и Михайловском артиллерийском училище. 
Служил офицером в Кронштадте. Через 2 года поступил в Михайловскую артиллерийскую академию. В этой академии он окончил курс первым, с занесением имени на мраморную доску. Был оставлен репетитором по химии. В 1871 году был назначен лектором химии.
Принимал участие в опытах Д. И. Менделеева 1872 года над упругостью газов (Русское техническое общество). В 1874 году представил в академию наук подробный доклад. Изложение этой работы находится в книге Д. И. Менделеева «Упругость газов» (СПб., 1875).

## Публикации
- Определение меди в латуни // Журнале химического общества
- О движении воды и её расходе в насосах Бунзена // Журнале химического общества
- Совместно с Д. И. Менделеевым и Г. А. Шмидтом: «О пульсирующем насосе»